# Estreicherowie

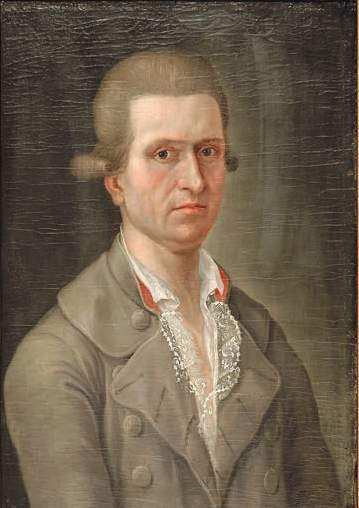
Dominik Oestrreicher, protoplasta rodu Estreicherów (autoportret)

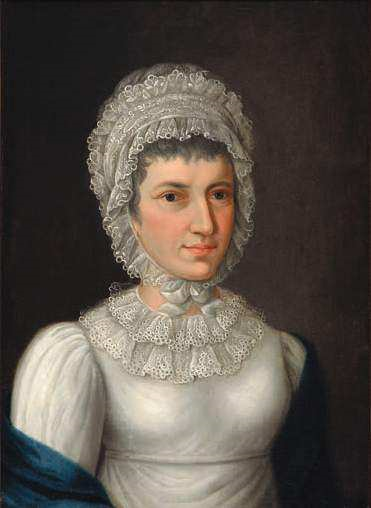
Rozalia Oestrreicherowa, mal. Dominik Oesterreicher

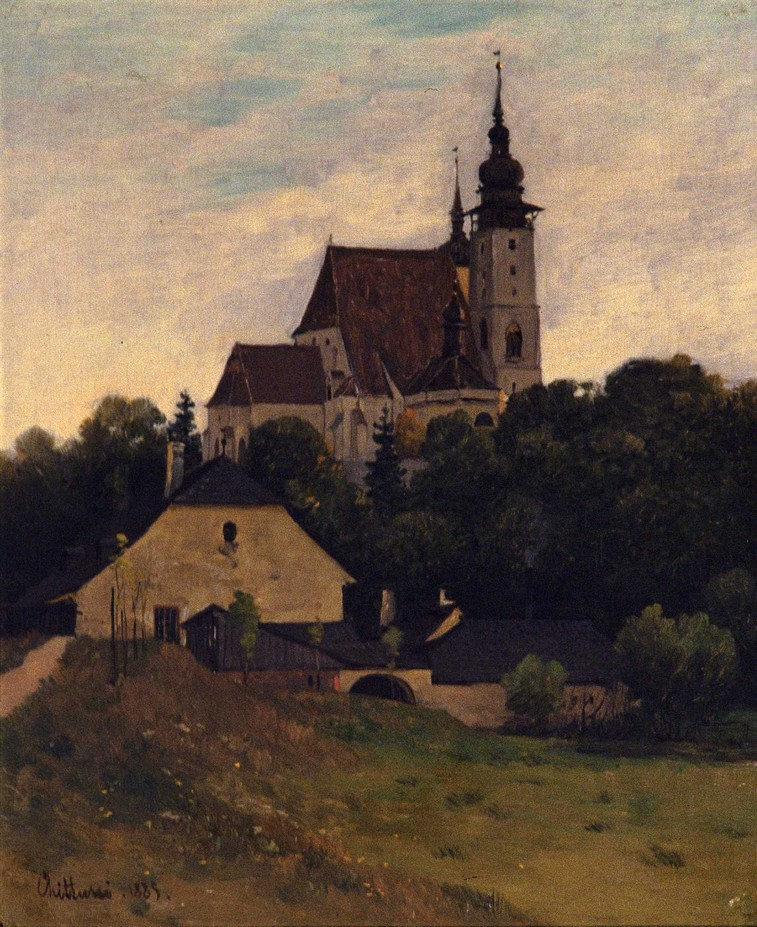
Kościół św. Jakuba Większego w Igławie (Morawy), skąd wywodziła się rodzina Oesterreicherów (Estreicherów) – miejsce chrztu Dominika i Rozalii

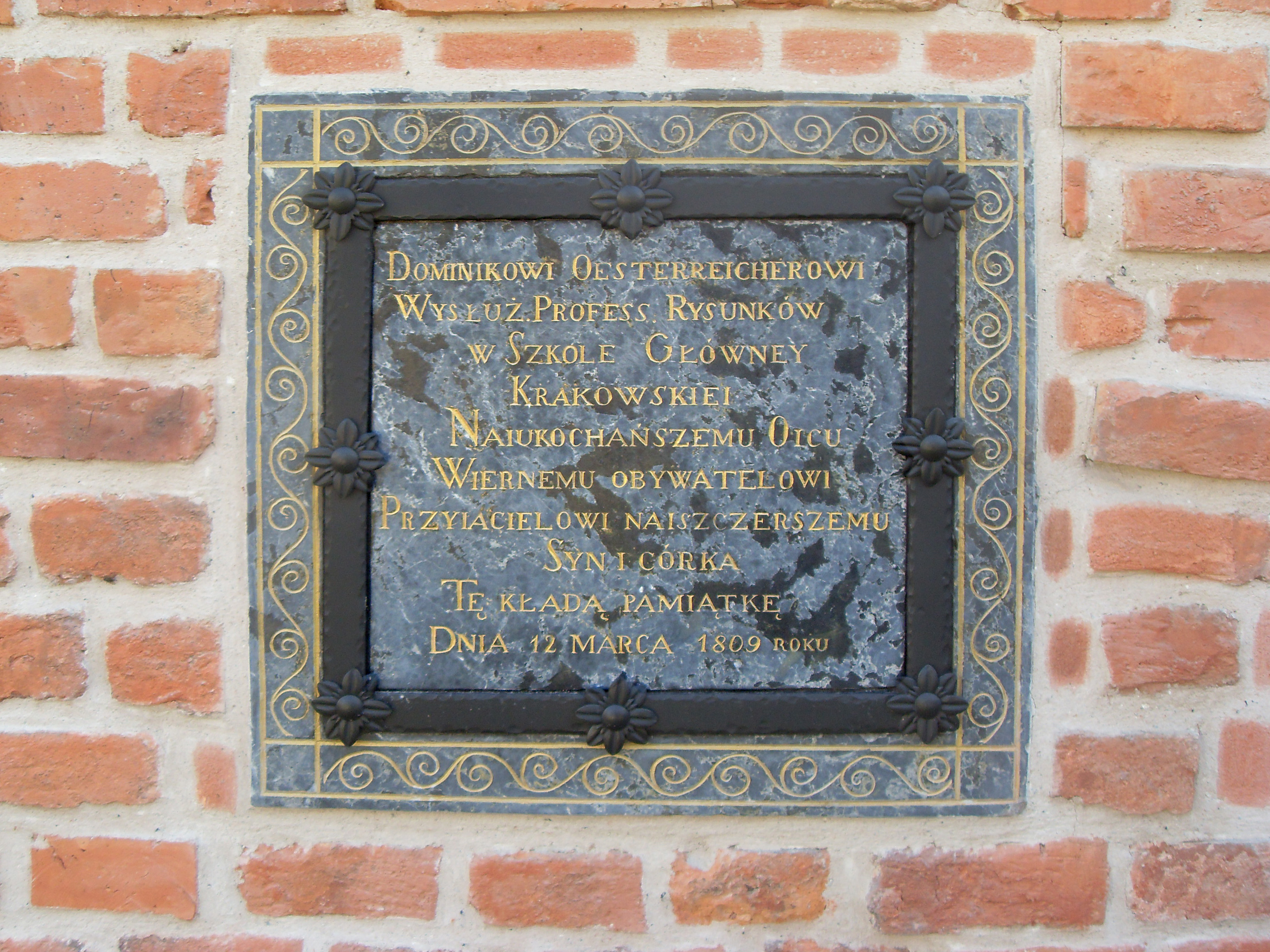
Epitafium Dominika Oesterreichera w murze Cmentarza Rakowickiego w Krakowie

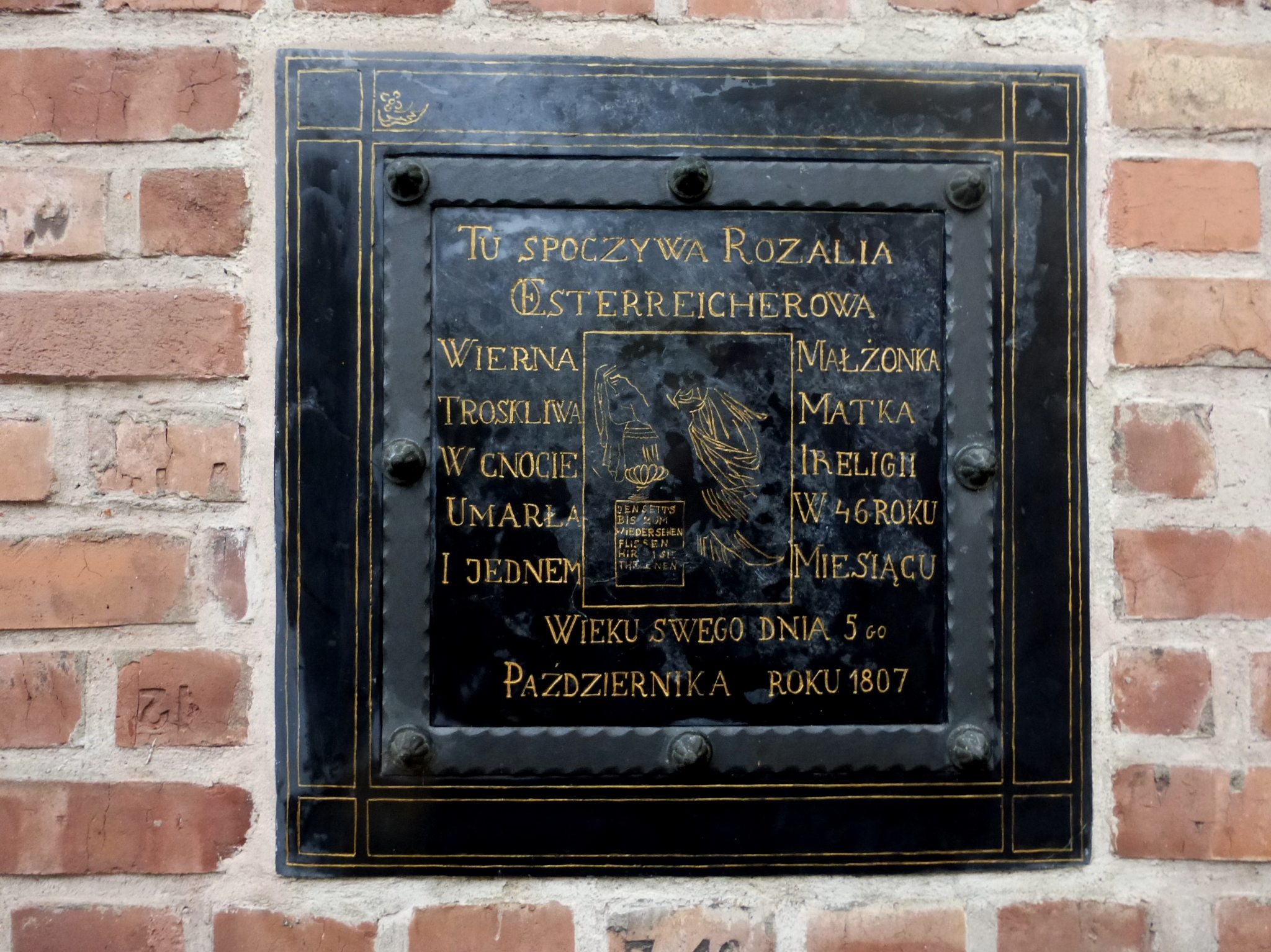
Epitafium Rozalii Oesterreicherowej w murze Cmentarza Rakowickiego w Krakowie

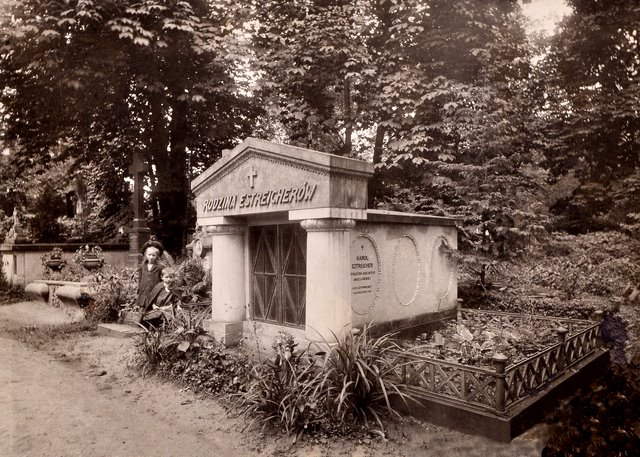
Krystyna i Karol (mł.) Estreicherowie przy grobowcu rodzinnym, r. 1910

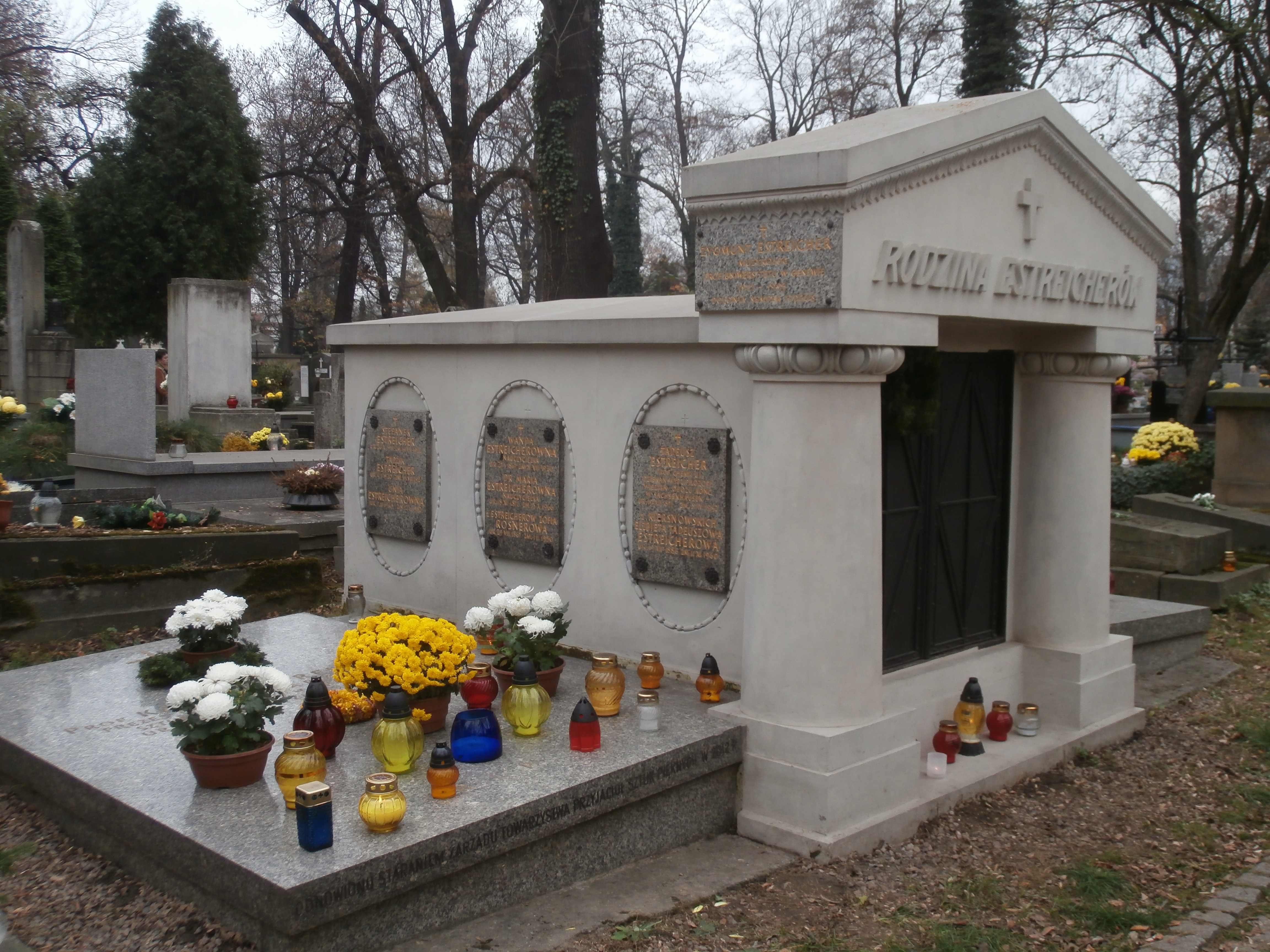
Rodzinny grobowiec Estreicherów na Cmentarzu Rakowickim w Krakowie zaprojektowany przez ich powinowatego Teodora Hoffmana. Po prawej stronie w głębi groby Alojzego Estreichera i Antoniny z Rozbierskich Estreicherowej, stan obecny

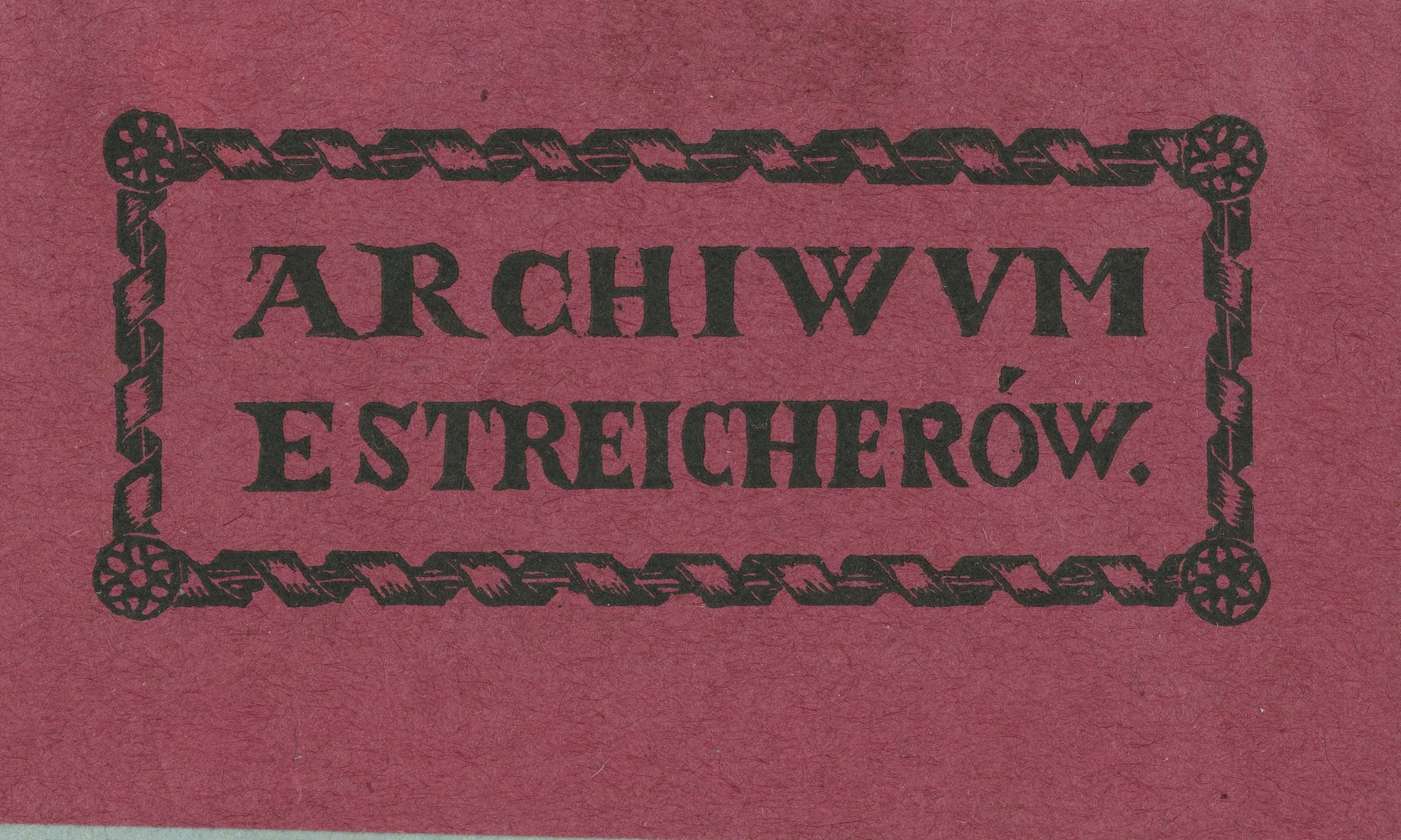
Archiwum Estreicherów - exlibris

Estreicherowie – rodzina naukowców i humanistów osiadła od 1781 w Krakowie. Według Stanisława Kota „najstarsza rodzina w Polsce, którą by można określić mianem inteligencji miejskiej”. Stefan Grzybowski z kolei nazwał Estreicherów „dynastią profesorsko-uniwersytecką, utrzymującą tradycję kilku pokoleń nauki oraz intelektu” oraz „ostoją politycznej myśli konserwatywnej, wyważonej, inteligentnej, rozumnej i światłej”.
Rodzinnym przedsięwzięciem Estreicherów była czterdziestotomowa Bibliografia Polska, zapoczątkowana przez Karola Estreichera (st.), kontynuowana przez jego syna Stanisława Estreichera i ukończona po niemal osiemdziesięciu latach przez wnuka – Karola Estreichera (mł.). Estreicherowie byli od niemal ćwierci tysiąclecia związani z Krakowem, a szczególnie blisko z Uniwersytetem Jagiellońskim – dwóch z nich (Alojzy Rafał i Stanisław) było rektorami, pięciu profesorami, kilkunastu zaś (wliczając w to Estreicherów „po kądzieli”) doktorami tej uczelni. Stanisław Estreicher zmarł w obozie w Sachsenhausen jako ofiara Sonderaktion Krakau. Karol Estreicher mł. po II wojnie światowej był zaangażowany w rewindykację polskich dzieł sztuki zagrabionych przez Niemców, a następnie był twórcą i przez ponad dwie dekady dyrektorem Muzeum Uniwersytetu Jagiellońskiego.
Przedstawicielka ostatniego pokolenia krakowskiej gałęzi Estreicherów, Krystyna Grzybowska, pozostawiła po sobie nieukończoną Kronikę rodzinną, przedstawiającą losy rodziny od jej osiedlenia się w Krakowie do końca II wojny światowej i będącą „swoistą syntezą dziejów polskiej inteligencji”.

## Początki rodziny w Krakowie i miejsca w mieście z nią związane
Pierwszym przedstawicielem rodu Estreicherów zamieszkałym w Krakowie był malarz, ebenista i profesor rysunku Szkoły Głównej Krakowskiej (UJ) Dominik Oesterreicher (1750–1809), pochodzący z mieszkającej od co najmniej pierwszej połowy XVII wieku w Igławie na Morawach niemieckojęzycznej katolickiej rodziny mieszczan (sukienników, kupców, browarników, lekarzy i malarzy), żonaty w 1782 r. w Igławie z (Marią) Rozalią (1761–1807), córką tamtejszego młynarza Johanna Prakescha. Malarzami religijnymi byli jego stryjowie: Franciszek (1707–1787) i Dominik st. (1721–1805). Do Krakowa przybył Dominik na zaproszenie Hugona Kołłątaja (którego poznał zapewne w Wiedniu w latach 1771–1772, a następnie towarzyszył mu w czasie podróży po Włoszech) najpierw na krótko w 1778 r., dwa lata później zaś zamieszkał tu na stałe. Już w następnym pokoleniu rodzina zmieniła nazwisko na Estreicher, a w kolejnym całkowicie się spolonizowała
W 1784 r. Dominik (wraz z żoną) nabył na licytacji od Uniwersytetu za sumę 5810 złotych polskich zniszczoną kamienicę pojezuicką przy placu Szczepańskim (Gwardii) 2 (zburzoną w 1908 r. – na jej miejscu wzniesiono kamienicę Wolnych), sąsiadującą z gmachem Starego Teatru, której fasadę przebudował na wzór hotelu Grande Albergo w Rovereto (Tyrol), a wnętrza ozdobił ściennymi malowidłami w technice chiaroscuro. W kamienicy tej na I piętrze rodzina Estreicherów mieszkała do śmierci jego syna Alojzego w 1852 r. (II piętro zajmował zaprzyjaźniony prof. matematyki Karol Hube), gdy sprzedano ją bankowi Kirchmayera. Był też Dominik właścicielem podarowanego mu w 1791 r. przez króla Stanisława Augusta za pośrednictwem Kołłątaja ogrodu (wg niektórych źródeł z dworkiem) o pow. 7 arów na przedmieściu Nowa Wieś pomiędzy ul. św. Piotra a Młynówką Królewską (obecnie niezabudowany teren przed domem przy ul. Łobzowskiej 57) naprzeciw ogrodu Kremera (dziś kościół i klasztor karmelitanek bosych). Alojzy Estreicher, gdy był dyrektorem Ogrodu Botanicznego, czyli do 1843 r., zajmował w lecie służbowe sześciopokojowe mieszkanie na parterze zachodniego skrzydła pałacyku na przedmieściu Wesoła mieszczącego także Obserwatorium Astronomiczne UJ (dziś Collegium Śniadeckiego). Po jego śmierci wdowa, Antonina z Rozbierskich Estreicherowa (1798–1892), nabyła kamienicę przy ul. Podwale (dziś ul. Dunajewskiego 4), nazwaną później Pałacem Dunajewskich od nazwiska jej zięcia Juliana Dunajewskiego żonatego z jej córką Marią (1830–1902). Innymi budynkami w Krakowie związanymi z Estreicherami były: kamienica przy ul. Poselskiej 8 (obecnie 10) będąca w latach 1894–1908 własnością Stefanii z Grabowskich Estreicherowej (1837–1917), córki Ambrożego Grabowskiego, żony Karola Estreichera (st.), i nazywana dlatego Estreicherówką oraz gmach Collegium Maius, gdzie Karol (st.) wraz z rodziną zajmował jako dyrektor Biblioteki Jagiellońskiej na drugim piętrze ośmiopokojowe mieszkanie służbowe w latach 1868–1905, a także kamienica przy ul. Sobieskiego 10–12, gdzie Stanisław Estreicher wraz z żoną Heleną (z domu Longchamps de Berier, 1870–1940) po przeprowadzce z ul. Kilińskiego 5 (obecnie aleja Słowackiego 9) prowadzili w latach 1909–1939 jeden z czołowych krakowskich salonów towarzyskich. Z kolei w przeniesionej z Ojcowa na Wolę Justowską tzw. Nowej Estreicherówce przy ul. Sarnie Uroczysko 15 zaprojektowanej przez Józefa Gałęzowskiego, zamieszkał w 1948 (aż do śmierci) Karol Estreicher (mł.) wraz z żoną Teresą (z domu Lasocką, 1904–1974) w czasie II wojny światowej organizatorką pomocy więźniom obozu koncentracyjnego Auschwitz-Birkenau.
Mniej znaną wspólną rodzinną pasją Estreicherów było szopkarstwo. Karol (st.) jako pierwszy, ok. 1848 r., spisał tekst przedstawienia szopki krakowskiej, a Stanisław i Tadeusz występujący pod wspólnym pseudonimem „dr Jan Krupski” wydali w 1904 r. poświęconą jej książkę, ułożyli tekst przedstawienia grywanego do dziś oraz oferowali Muzeum Etnograficznemu jedne z najstarszych szopek: „matkę wszystkich szopek” Michała Ezenekiera oraz szopkę kukiełkową z Wieliczki. Szopka zbudowana w 1915 r. przez Tadeusza Estreichera grywała we Fryburgu w Szwajcarii dla robotników polskich, a w latach 1922–1939 i w 1948 r. była wystawiana w Polsce, gdzie przedstawienia przygotowywali synowie Tadeusza: Leon i Zygmunt, którzy byli również autorami tekstów, a także jego córki: Irena Estreicherówna (1924–1984) i Maria z Estreicherów Jodłowska (1922–2016). Z kolei Karol (mł.) dał piękny opis przedstawienia szopkowego w swej wspomnieniowej książce.

## Przedstawiciele rodziny
Potomkami Dominika i Rozalii byli m.in.:
- Alojzy Estreicher (1786–1852) – syn Dominika, dr medycyny i filozofii, profesor i rektor UJ, botanik, odnowiciel Ogrodu Botanicznego UJ;
- Adolf Estreicher (1820–1886) – syn Alojzego, dr praw UJ[46], sędzia w Lublinie i Janowie Lubelskim[47];
- Antoni Estreicher (1826–1906) – syn Alojzego, dr medycyny UJ, lekarz, filantrop i społecznik warszawski;
- Karol Estreicher (st.) (1827–1908) – syn Alojzego, prawnik, dr filozofii SGW, historyk literatury, bibliograf, teatrolog, długoletni dyrektor Biblioteki Jagiellońskiej;
- Stanisław Estreicher (1869–1939) – syn Karola (st.), historyk prawa, bibliograf, publicysta „Czasu”, profesor i rektor UJ;
- Tadeusz Estreicher (1871–1952) – syn Karola (st.), chemik, profesor Uniwersytetu we Fryburgu i UJ;
- Maria Estreicherówna (1876–1966) – córka Karola (st.), dr filozofii UJ, nauczycielka, pisarka, tłumaczka;
- Kazimierz Estreicher (1881–1928) – syn Antoniego, rzeźbiarz[48];
- Jadwiga z Estreicherów Kozicka (1887–1973) – wnuczka Adolfa, córka Antoniego Bogumiła (1857–1929), właściciela majątku Borów; parazytolog, dr nauk rolniczych SGGW, docent w Instytucie Parazytologii PAN[49];
- Krystyna z Estreicherów Grzybowska (1902–1963) – córka Stanisława, pisarka, teatrolog, redaktor „Czasu”;
- Ewa z Estreicherów Grodzicka (1904–1978) – córka Stanisława, mistrzyni i rekordzistka Polski w pływaniu, skokach z wieży i trampoliny[50], dr praw UJ, statystyk;
- Karol Estreicher (mł.) (1906–1984) – syn Stanisława, historyk sztuki, bibliograf, profesor UJ i długoletni dyrektor Muzeum UJ;
- Leon Estreicher (1916–1991) – syn Tadeusza, dr medycyny UJ, lekarz i społecznik w Radkowie[51][52];
- Zygmunt Estreicher (1917–1993) – syn Tadeusza, etnomuzykolog, profesor uniwersytetów w Neuchâtel i Genewie, wieloletni (1961–1992) członek Rady Fundacji im. Kościelskich[53], obecnie w Radzie zasiada jego córka Anna Estreicher (ur. 1962), biolog;
- Stefan Estreicher(inne języki)(ur. 1952) – syn Zygmunta, fizyk, historyk wina, Paul Whitfield Horn Distinguished Professor w Texas Tech University[54],

a także:
- Stanisław Dunajewski (1859–1912) – wnuk Alojzego, syn Marii z Estreicherów Dunajewskiej (1830–1902), dr praw UJ, starosta żywiecki, wadowicki i tarnowski;
- Jan Władysław Brzeski (1878–1942) – praprawnuk Dominika, prawnuk Klary z Estreicherów Faschingowej (1784–1853), dr medycyny UJ, lekarz, działacz samorządowy i społecznik, burmistrz miasta Brzeska i jego honorowy obywatel, prezes Towarzystwa Gimnastycznego „Sokół”, więzień KL Auschwitz[55];
- Bronisława Steinowa (1882–1965) – wnuczka Karola (st.), córka Jadwigi z Estreicherów Kulczyńskiej (1859–1946), autorka książek dla młodzieży i historycznych;
- Stanisław Trznadel (1889–1970) – prapraprawnuk Dominika, praprawnuk Klary z Estreicherów Faschingowej, dr medycyny Uniwersytetu Lwowskiego, lekarz i społecznik w Czeladzi[56];
- Leon Kulczyński (1894–1915) – wnuk Karola (st.), syn Jadwigi z Estreicherów Kulczyńskiej, student prawa UJ, chorąży 2. Pułku Piechoty Legionów, poległ 7 listopada pod Bielgowem na Wołyniu, kawaler Orderu Virtuti Militari klasy V[57];
- Teresa Kulczyńska (1894–1992) – wnuczka Karola (st.), córka Jadwigi z Estreicherów Kulczyńskiej, prekursorka pielęgniarstwa w Polsce[58][59];
- Adam Domaszewski (1889–1940) – wnuk Karola (st.), syn Bronisławy z Estreicherów Domaszewskiej, właściciel majątku Seredne, podchorąży 2. Pułku Piechoty Legionów, podoficer 3 Pułku 5 Dywizji Strzelców Polskich, więzień rosyjski i bolszewicki[60], ofiara zbrodni katyńskiej;
- Antoni Karol Rosner (1896–1942) – wnuk Karola (st.), syn Zofii z Estreicherów Rosnerowej (1867–1950), ppłk. dypl. WP, szef Wydz. Wojsk. KGRP w Wolnym Mieście Gdańsku[61], szef oddziału II sztabu Armii „Pomorze”[62], prezes KS „Gedania”[63];
- Karol Rosner (1904–1944) – wnuk Karola (st.), syn Zofii z Estreicherów Rosnerowej, chemik, inżynier w hucie „Baildon”, żołnierz AK, poległ w powstaniu warszawskim[64];
- Jan Rosner (1906–1991) – wnuk Karola (st.), syn Zofii z Estreicherów Rosnerowej, prawnik i ekonomista, profesor SGPiS;
- Andrzej Dunajewski (1908–1944) – prawnuk Alojzego, wnuk Marii z Estreicherów Dunajewskiej, zoolog, ornitolog, dr Uniwersytetu Warszawskiego, zginął wraz z żoną oraz córką w powstaniu warszawskim;
- Jan Wiktor Brzeski (1909–1993) – prapraprawnuk Dominika, praprawnuk Klary z Estreicherów Faschingowej, dr medycyny UJ, lekarz, za pomoc żydowskim rodzinom w Brzesku w czasie okupacji niemieckiej odznaczony medalem Sprawiedliwy wśród Narodów Świata[65][66];
- Zofia Dormanowska (1910–1995) – prawnuczka Karola (st.), wnuczka Jadwigi z Estreicherów Kulczyńskiej, prawniczka i poetka[67][68];
- Mieczysław Stein (1913–1940) – prawnuk Karola (st.), wnuk Jadwigi z Estreicherów Kulczyńskiej, entomolog-apiolog, mgr Uniwersytetu Poznańskiego, zginął w czasie ucieczki z łagru;
- Jerzy Julian Węgierski (1915–2012) – prawnuk Karola (st.), wnuk Bronisławy z Estreicherów Domaszewskiej (1860–1933), dr nauk technicznych, profesor Politechniki Krakowskiej, badacz dziejów AK, więzień Gułagu;
- Adam Hoffman (1918–2001) – prawnuk Karola (st.), wnuk Jadwigi z Estreicherów Kulczyńskiej, malarz i rysownik, wykładowca katowickiej filii Akademii Sztuk Pięknych w Krakowie;
- Stefan Kozicki (1923–1991) – prawnuk Adolfa, syn Jadwigi z Estreicherów Kozickiej, dziennikarz;
- Helena Domaszewska (1927–2008) – prawnuczka Karola (st.), wnuczka Bronisławy z Estreicherów Domaszewskiej, historyk sztuki, muzealnik, pracownik Muzeum Narodowego w Warszawie;
- Antoni Mączak (1928–2003) – prawnuk Karola (st.), wnuk Bronisławy z Estreicherów Domaszewskiej, historyk, profesor Uniwersytetu Warszawskiego;
- Stanisław Grzybowski (1930–2022) – wnuk Stanisława, syn Krystyny z Estreicherów Grzybowskiej, historyk, profesor Uniwersytetu Pedagogicznego w Krakowie;
- Ewa Zawistowska (ur. 1948) – praprawnuczka Adolfa, wnuczka Jadwigi z Estreicherów Kozickiej, dziennikarka, wnuczka i biograf Władysława Broniewskiego[69];
- Andrzej Rosner (ur. 1949) – prawnuk Karola (st.), wnuk Zofii z Estreicherów Rosnerowej, historyk, wydawca;
- Wojciech Słomczyński (ur. 1962) – prawnuk Stanisława, wnuk Krystyny z Estreicherów Grzybowskiej, matematyk, profesor UJ;
- Marcin Bruczkowski (ur. 1965) – praprawnuk Karola, prawnuk Zofii z Estreicherów Rosnerowej, pisarz, informatyk i perkusista;
- Małgorzata Pierzchalska (ur. 1966) – prawnuczka Stanisława, wnuczka Krystyny z Estreicherów Grzybowskiej, biolog, dr hab. UJ, profesor Uniwersytetu Rolniczego w Krakowie, córka i biograf Macieja Słomczyńskiego[70];
- Szymon Słomczyński (ur. 1988) – praprawnuk Stanisława, prawnuk Krystyny z Estreicherów Grzybowskiej, pisarz.

Potomkowie Rozalii i Dominika po dziś dzień zachowują kontakt ze sobą. Estreicherowie byli ponadto blisko spokrewnieni lub spowinowaceni z innymi znanymi krakowskimi rodzinami inteligenckimi, m.in. Dunajewskich, Grabowskich, Grzybowskich, Kopffów, Kremerów, Kulczyńskich i Rosnerów, a także z lwowskimi rodzinami Christianich, Domaszewskich i Longchamps de Bérier (przy czym rodziny Christianich i Kopffów miały również swoje korzenie w Igławie). W 1882 r. Karol Estreicher (st.) otrzymał w 1882 szlachectwo w c.k. monarchii z przydomkiem Rozbierski (Antonina Rozbierska, córka Bertranda Antoniego Rosbierskiego (1764–1815), profesora Uniwersytetu Lwowskiego, była żoną Alojzego Estreichera) oraz herbem Zadora i dlatego część członków rodziny używała później, choć rzadko, podwójnego nazwiska Estreicher-Rozbierski lub Estreicher von Rozbierski.

## Gałąź austriacka
Austriacka gałąź rodziny, wywodząca się od innych potomków ojca Dominika, mieszczanina z Igławy Josepha Karla Oesterreichera (1710–1764), piwowara i lekarza, w tym od jego brata Johanna Franza Anselma Oesterreichera (ur. 1754), chirurga w Igławie, mieszkała w XIX i XX wieku w różnych rejonach monarchii austro-węgierskiej, a później w Austrii, i utrzymywała przez wszystkie te lata kontakt z gałęzią polską. Jej znanymi przedstawicielami byli:
- Gustav von Oesterreicher (1834–1911) – dyplomata austriacki, konsul; syn Johanna Franza Oesterreichera (1792–1861);
- Paula Alexia Maria Oesterreicher (1867–1931) – prawnuczka Johanna Franza Anselma, wnuczka Johanna Franza, córka Karola Johanna Oesterreichera (1837–1898), naczelnika kolei w Czerniowcach, żona barona Hermanna Heinricha Kasimira Karla von Colarda (1857–1916), namiestnika Galicji w latach 1915–1916[83];
- Leopold von Oesterreicher (1874–1956) – syn Gustawa, generał austriacki[84];
- Karl Österreicher (1918–2000) – syn Leopolda, generał austriacki i attaché wojskowy w Bernie i Budapeszcie[85].

## Upamiętnienie i spuścizna
W Nowej Estreicherówce przy ul. Sarnie Uroczysko 15 na Woli Justowskiej w Krakowie powstało w 2009 Muzeum Rodu Estreicherów, będące jednym z trzech oddziałów muzealnych Towarzystwa Przyjaciół Sztuk Pięknych (TPSP). Stowarzyszenie to jest także właścicielem dużego zbioru archiwaliów (w tym listów i zdjęć) związanych z Estreicherami. Na Wydziale Polonistyki UJ działa Centrum Badawcze Bibliografii Polskiej Estreicherów, kontynuujące wydawanie Bibliografii Polskiej (tzw. Nowy Estreicher), również w wersji elektronicznej. Rodzinę upamiętnia ponadto ulica Estreicherów na Woli Justowskiej oraz Zaułek Estreichera (dawniej dziedziniec Huta) między Collegium Maius a Collegium Nowodworskiego UJ. 
Rodzinny grobowiec Estreicherów znajduje się na Cmentarzu Rakowickim w kwaterze Ba. Tam pochowani są m.in. Karol (st.) z żoną Stefanią z Grabowskich, Stanisław z żoną Heleną z Longchampsów, Tadeusz z żoną Elżbietą z Kiersnowskich, Krystyna (Grzybowska), Maria i Karol (mł.) z żoną Teresą z Lasockich, upamiętnieni zaś Ewa (Grodzicka) i Zygmunt). Obok położone są groby Alojzego Estreichera i jego żony Antoniny z Rozbierskich, natomiast w murze cmentarnym zachowały się tablice epitafijne Dominika (pas La) i Rozalii (pas Kb), jedne z najstarszych na cmentarzu, a także Hipolity Marii Anieli Estreicherówny (1823–1825), córki Alojzego (pas Kb). Adolf Estreicher pochowany jest na cmentarzu bialskim w Janowie Lubelskim, jego zaś wnuczka Jadwiga z Estreicherów Kozicka na cmentarzu w Szczebrzeszynie.
Tablice poświęcone Estreicherom znajdziemy ponadto w kościele Św. Anny (epitafium Alojzego, ściana zachodnia w przejściu między kaplicą św. Jana Chrzciciela a transeptem, autor E. Stehlik) i na murze kamienicy na rogu ul. Kremerowskiej i Sobieskiego (pamięci Stanisława). Autoportret Dominika i namalowany przez niego portret Rozalii, wizerunek młodego Alojzego, oraz portret Karola (st.) autorstwa K. Pochwalskiego, a także portret Heleny (żony Stanisława) J. Mehoffera są eksponowane w Muzeum Rodu Estreicherów. W Collegium Maius UJ znajdują się portret Alojzego pędzla F. Szynalewskiego, obraz L. Wyczółkowskiego Karol Estreicher w loży teatralnej na premierze "Wesela" (1905), który powstał na zamówienie Tadeusza - jego dar dla Muzeum UJ, portret Stanisława namalowany przez L. Chwistka, wreszcie pośmiertny wizerunek tegoż namalowany przez Z. Pabisiaka, a także pięć portretów Karola (mł.): Z. Pabisiaka (1971), S. Krzyształowicza (1977), dwa J. Dudy-Gracza (1980) oraz A. Siweckiego (1980). Inny portret Karola (st.) autorstwa L. Kowalskiego (1934) wisi w Bibliotece Jagiellońskiej. Zaułek Estreichera zdobią dwa wizerunki Karola (mł.) – popiersie K. Badyny oraz podwójny portret namalowany przez Z. Pabisiaka (1963) w stylu obrazów fundacyjnych przedstawiający św. Karola Boromeusza z klęczącym u jego stóp Karolem (mł.). W zbiorach rodzinnych znajdują się portrety: Stanisława i Tadeusza narysowane węglem przez J. Mehoffera oraz Tadeusza pędzla S. Wyspiańskiego. Portret Heleny Estreicherowej namalowany także przez L. Chwistka jest w kolekcji prywatnej. Z kolei drewniany oryginał popiersia Karola (st.) dłuta W. Szymanowskiego (1907) znajduje się w Zakładzie Bibliografii Polskiej 1901−1939 Biblioteki Narodowej w Warszawie, jego gipsowe odlewy zaś w Centrum Badawczym Bibliografii Polskiej Estreicherów UJ i w Muzeum UJ (w Librarii). Jego postać uczczono też medalami srebrnym i brązowym projektu W. Lauera wybitymi w Wiedniu w 1889 z inicjatywy literatów lwowskich, w szczególności W. Bełzy, a także medalionem wykonanym w brązie zaprojektowanym w 1890 przez A. Romera. 
Czterech przedstawicieli rodziny upamiętnionych jest w postaci drewnianych "głów estreicherowskich" znajdujących się w baldachimie nad fotelem rektorskim w centralnej części  Auli Jagiellońskiej, symbolizujących cztery najstarsze wydziały UJ: Medycyny (Alojzy Estreicher), Filozofii (Karol Estreicher st.), Prawa (Stanisław Estreicher) oraz Teologii (spowinowacony z Estreicherami Albin Dunajewski). Wg Stanisława Waltosia w tym ostatnim przypadku rysy twarzy wskazują jednak na samego Karola Estreichera (mł.).